# Carlisle (Carolina del Sud)
Carlisle è un comune degli Stati Uniti d'America, situato in Carolina del Sud, nella Contea di Union.